# Amanda (Jimmy Jansson-låt)
"Amanda", text och musik av Thomas G:son och Jimmy Jansson, var Jimmy Janssons bidrag till den svenska Melodifestivalen 2007. Bidraget gick vid deltävlingen i Scandinavium den 10 februari 2007 vidare till andra chansen. Väl där missade bidraget finalen i Globen. Amanda är en upptempolåt, som han skrev inför Melodifestivalen 2004 och skickade in, men den togs inte med. Samma sak hände då den skickades in till Melodifestivalen 2005 och Melodifestivalen 2006. Sångtexten handlar om kärlek, och beskriver flera motsatser och kontraster.

## Singeln
Den 5 mars 2007 gavs singeln "Amanda" ut. På försäljningslistan för singlar i Sverige placerade den sig som högst på tredje plats under de nio veckor den låg där. Den 22 april 2007 gjordes ett försök att få in melodin på listan på Svensktoppen , som dock misslyckades .

## Låtlista
1. Amanda
2. Vild & vacker
3. Amanda (singback)

## Listplaceringar
| Lista (2007) | Topplacering |
| ------------ | ------------ |
| Sverige      | 3            |

## Cover
Den spanska gruppen D'NASH spelade in låten med spansk text och gav ut den som singel 2007. Låtskrivaren Thomas G:son hade även skrivit gruppens bidrag till Eurovision Song Contest 2007. 